# Мішель О'Нілл
Мішель О'Ніл (уроджена Доріс; англ. Michelle O'Neill (10 січня 1977 , Fermoyd, Манстер ) — ірландський політик, що була заступником першого міністра Північної Ірландії в 2020—2022 роках.
Обіймає посаду віце-президента Шинн Фейн з 2018 року і є членом Асамблеї (MLA) від Середнього Ольстера з 2007 року.
О'Ніл працювала в Раді району Данганнон і Південний Тирон в 2005—2011 рр.
Була першою жінкою-мером Данганнона і Південного Тирона в 2010—2011 рр.
В 2007 році була обрана представляти Середній Ольстер в Асамблеї Північної Ірландії.
В 2011 році вона була призначена до виконавчої влади Північної Ірландії заступником першого міністра Мартіном МакГіннесом на посаду міністра сільського господарства та розвитку сільських районів.
В 2016 році її підвищили до міністра охорони здоров'я.

У січні 2020 року обійняла посаду заступник першого міністра Північної Ірландії.
Відставка Пола Гівана з посади першого міністра Північної Ірландії 3 лютого 2022 року автоматично звільнила О'Ніла з посади заступника першого міністра.

Однак, ймовірно, О'Ніл стане першим міністром після перемоги на виборах партії Шинн Фейн.